# Mimemodes japonus
Mimemodes japonus es una especie de coleóptero de la familia Monotomidae.

## Distribución geográfica
Habita en Japón.